# Adonisea zuni
Adonisea zuni là một loài bướm đêm trong họ Noctuidae.